# Pontão (navio)

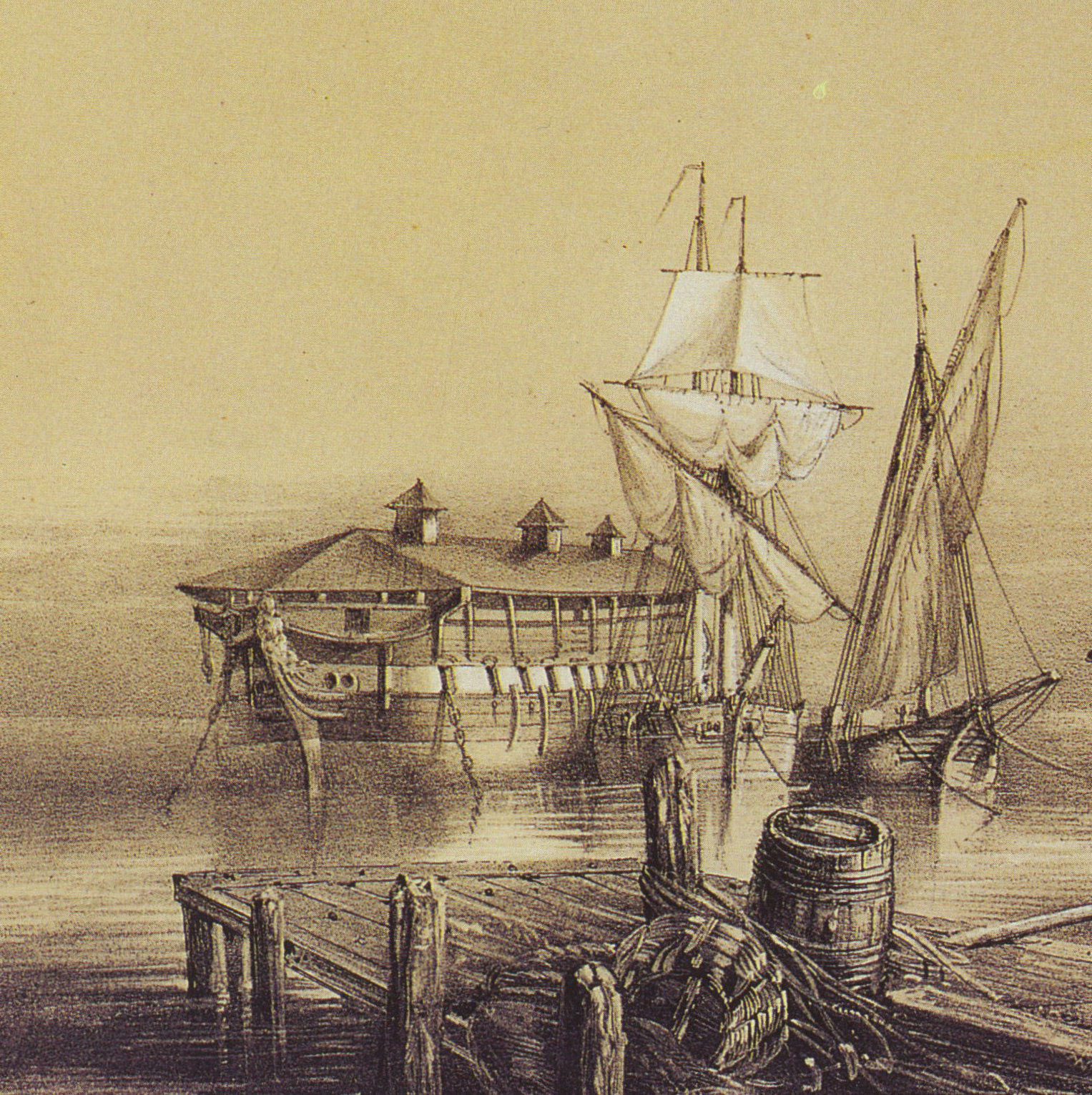
Um pontão atracado no porto de Toulon

Um pontão consiste num velho navio imobilizado num porto ou num rio, normalmente fundeado, e que servia como depósito de materiais, paiol, arrecadação ou, antigamente, prisão. Esta definição recente para “pontão", geralmente designando um cais, uma ponte flutuante ou uma barcaça, deve muito às prisões inglesas durante as Guerras Napoleônicas, estabelecidas em navios velhos, desmamados e descartados, chamados 'hulks'..